# Las Tres Grandes Lanzas de Japón
Las Tres Grandes Lanzas de Japón son tres lanzas individuales que fueron hechas y elaboradas por los mejores herreros históricos de Japón:
1. Tonbokiri (蜻蛉 切): esta lanza empuñada por Honda Tadakatsu, uno de los grandes generales de Tokugawa Ieyasu. Fue forjado por Masazane, un discípulo de Muramasa.
2. Nihongo o Nippongo (日本号): una lanza famosa que alguna vez se usó en el Palacio Imperial. Nihongo luego encontró su camino en la posesión de Masanori Fukushima, y luego Tahei Mori. Ahora está en el Museo de la Ciudad de Fukuoka donde fue restaurado.
3. Otegine (御 手 杵)